# Cymbopogon nervosus
Cymbopogon nervosus là một loài thực vật có hoa trong họ Hòa thảo. Loài này được B.S. Sun mô tả khoa học đầu tiên năm 1999.